# Liste der Kulturdenkmale in Steinberg (Vogtland)

Wappen von Steinberg

In der Liste der Kulturdenkmale in Steinberg sind die Kulturdenkmale der Gemeinde Steinberg (Vogtland) verzeichnet, die bis Februar 2020 vom Landesamt für Denkmalpflege Sachsen erfasst wurden (ohne archäologische Kulturdenkmale). Die Anmerkungen sind zu beachten.
Diese Aufzählung ist eine Teilmenge der Liste der Kulturdenkmale im Vogtlandkreis.

## Rothenkirchen
| Bild                                    | Bezeichnung | Lage                                        | Datierung | Beschreibung | ID       |
| --------------------------------------- | --- | ------------------------------------------- | --- | --- | -------- |
|                                         | Wegestein | (Gemarkung Herlagrün, Flurstück 89) (Karte) | 19. Jahrhundert                                                                                                 | Granitwegweiser, verkehrstechnisches Denkmal | 08980422 |
| Weitere Bilder                          | Empfangsgebäude (mit Bahnhofsuhr) des Bahnhofes Rothenkirchen (Vogtl.)                                                                                              | Am Bahnhof 1 (Karte)                        | 1893 | Einfacher Klinkerbau, ehemaliger Bahnhof an der Schmalspurbahn Wilkau-Haßlau–Carlsfeld, eisenbahngeschichtlich und ortsgeschichtlich von Bedeutung. Einfacher roter Klinkerbau mit Klinkergliederung, Beschriftung, zwei Geschosse und Drempel. Original: Eingangstür und Windfangtür/Treppenhaus.                                                                          | 08980420 |
| Direkt Bild zu diesem Denkmal hochladen | Korbbogenportal mit Schlussstein, mit floral verzierter zweiflügeliger Füllungstür                                                                                  | Hauptstraße 51 (Karte)                      | Bezeichnet mit 1834                                                                                             | Heimatgeschichtliche Bedeutung. Das Gebäude inklusive Nebengebäuden am 1. November 2016 gestrichen. | 08980419 |
| Direkt Bild zu diesem Denkmal hochladen | Schubertvilla und Garage | Hauptstraße 74 (Karte)                      | 1900 (Villa); um 1930 (Garage)                                                                                  | Villa mit historisierender Klinkerfassade, in repräsentativer Lage, historische Wellblechgarage, ortsentwicklungsgeschichtlich von Bedeutung. Oranger Klinkerbau mit roter Klinkergliederung, Mittelrisalit mit Zwerchhaus, sechs Achsen, Sockel Polygonalmauerwerk. Garage: Wellblech mit zwei Toren.                                                                      | 08980415 |
| Weitere Bilder                          | Kirche (mit Ausstattung), Kirchhof mit Einfriedungsmauer, zwei Grabmalen und Kriegerdenkmal für die Gefallenen des Ersten Weltkrieges an der westlichen Einfriedung | Kirchweg 2 (Karte)                          | 1795–1800 (Kirche); 1900 (Erbbegräbnis Schubert); nach 1916 (Erbbegräbnis Penndorf); nach 1918 (Kriegerdenkmal) | Schlichte barocke Saalkirche mit turmähnlichem Dachreiter, baugeschichtlich, ortsbildprägend und ortsgeschichtlich von Bedeutung. - Einfriedungsmauer: unverputzte Bruchsteinmauer - Erbbegräbnis Schubert: polierter Granit mit Einfriedung - Wahlstelle Penndorf: Stein und weibliche Bronzefigur - Kriegerdenkmal: Anlage mit Einfriedung, Reliefplatte und Namenstafeln | 08980411 |
| Direkt Bild zu diesem Denkmal hochladen | Pechpfanne | Kuhgasse 3 (gegenüber) (Karte)              | 19. Jahrhundert                                                                                                 | Zur Gewinnung von Schwarzpech, heimatgeschichtlich von Bedeutung | 08980414 |
| Direkt Bild zu diesem Denkmal hochladen | Wohnstallhaus eines Bauernhofes | Stützengrüner Straße 34 (Karte)             | 1758 laut Auskunft                                                                                              | Obergeschoss Fachwerk verkleidet, Zeugnis vogtlandtypischer Architektur mit Dokumentationswert, eines der älteren erhaltenen Bauten im Ort, Denkmal der Baugeschichte. 1958 umgebaut, ehemalige Blockstube mit Umgebinde im Erdgeschoss, Lehm/Bruchsteinmauerwerk, Fachwerk Lehmausfachung.                                                                                 | 08980421 |

## Wernesgrün
| Bild                                    | Bezeichnung | Lage                                 | Datierung                                                                                           | Beschreibung | ID       |
| --------------------------------------- | --- | ------------------------------------ | --------------------------------------------------------------------------------------------------- | --- | -------- |
| Direkt Bild zu diesem Denkmal hochladen | Wohnhaus (Nr. 1), Seitengebäude (Nr. 2) und Scheune eines Bauernhofes | Andreas-Schubert-Straße 1, 2 (Karte) | Bezeichnet mit 1851                                                                                 | Wohnhaus ein Putzbau im Rundbogenstil des 19. Jahrhunderts, massives Seitengebäude mit Segmentbogenportal, Scheune verbrettert, Dokumentationswert durch reiche Originalsubstanz, geschlossene Anlage in straßenbildprägender Lage von baugeschichtlichem Wert, vermutlich mit ortsgeschichtlicher Bedeutung (altes Brauereigut?). - Herrenhaus/Wohnhaus: markante zweigeschossige Fassade mit Drempelgeschoss, Rundbogenfenster mit Granitgewänden, Granitportal - Keller: Bruchsteintonne, Stallgebäude: Granitgewände/-portal, Kreuzgratgewölbe auf Granitsäulen, Anbau zur Straße um 1900 - Scheune: Granitquader, Satteldach (altdeutsche Schieferdeckung) | 08980436 |
| Weitere Bilder                          | Kirche (ehemalige Schule, später Bet- und Pfarrhaus) sowie Kriegerdenkmal für die Gefallenen des Ersten Weltkrieges neben der Kirche | Andreas-Schubert-Straße 25 (Karte)   | 1774 (Alte Schule); 1843–1844 (Um- und Anbau zum Bethaus); 1931 (Kriegerdenkmal); 1932 (Kirchturm)  | Zweigeschossiges Bethaus mit Dachreiter, verschiefertem Giebel und angebautem Kirchturm, geschlossenes Ensemble im Ortskern mit städtebaulicher, ortsbildprägender und ortsgeschichtlicher Bedeutung. - Pfarrhaus: Massiv, Granitgewände und -portal, Giebel verschiefert, Krüppelwalm mit altdeutscher Schieferdeckung, Dachreiter, original: alte Fenster - Kirche: Ausstattung, Bleiglasfenster, Turm mit Zwiebelhaube - Kriegerdenkmal für die Gefallenen des Ersten Weltkrieges, eingeweiht am 20. September 1931, Steinblock mit Inschrift | 08980438 |
| Direkt Bild zu diesem Denkmal hochladen | Friedhof Wernesgrün (Sachgesamtheit) | Andreas-Schubert-Straße 32a (Karte)  | Ab 1837                                                                                             | Sachgesamtheit Friedhof Wernesgrün, mit den Einzeldenkmalen: Erbbegräbnis Familie Günnel, Erbbegräbnis Familie Männel und VVN-Gedenkstein (siehe 08980437), sowie der Friedhofsgestaltung und mit dem Sachgesamtheitsteil Einfriedung; ortshistorische Bedeutung. Friedhof 1837 angelegt, 1999 neue Feierhalle erbaut (und die beiden älteren Gebäude an der Straße damit ersetzt). | 09305058 |
| Direkt Bild zu diesem Denkmal hochladen | Erbbegräbnis Familie Günnel, Erbbegräbnis Familie Männel und VVN-Gedenkstein (Einzeldenkmale zu ID-Nr. 09305058) | Andreas-Schubert-Straße 32a (Karte)  | Ende 19. Jahrhundert (Erbbegräbnis Günnel); 1891 (Erbbegräbnis Männel); nach 1945 (VVN-Gedenkstein) | Einzeldenkmale der Sachgesamtheit Friedhof Wernesgrün; ortshistorische Bedeutung. - Wahlstelle Erbbegräbnis Familie Günnel, Anlage mit Buckelquadermauerwerk, Bronzeplatte, Treppenanlage (ehemaliger Brauereibesitzer) - Wahlstelle Erbbegräbnis Familie Männel, gestaltete Anlag mit Treppenaufgang, Sandstein-Granitquader, polierte Granittafeln (ehemaliger Brauereibesitzer) - VVN-Gedenkstein: „Vergeßt uns nicht“ | 08980437 |
| Weitere Bilder                          | Ehemaliger Brauerei-Gutshof (Hermannshof) mit Wohnhaus, Inspektorenhaus, Stallgebäuden, Scheune, Taubenhaus und Waage sowie Festhalle | Bergstraße 2 (Karte)                 | 1902 (Wohnhaus); 1912 (Stallgebäude, Gutsscheune und Taubenhaus); 1921 (Getreidespeicher)           | Zeittypische Putzbauten, Reformstil-Architektur, Gutshof benannt nach Ökonomierat Hermann Günnel (1846–1930), Begründer der Bergbrauerei H. Günnel, wertvolles Zeugnis der Ortsgeschichte. Ställe eingeschossig (Satteldach), Festhalle, Waage und Taubenhaus, Inspektorenhaus, Wohnhaus und Stall. Ursprünglich als landwirtschaftliches Mustergut angelegt. Ehemals Gut des Guts-, Sägewerks- und Bleichereibesitzers Hermann Edwin Möckel, durch die Söhne des Brauereibesitzers Hermann Günnel bis auf das Wohnhaus abgetragen und neu erbaut. 1911 erteilten die Gebrüder Günnel dem Architekten und Königlichem Baurat Prof. Ernst Kühn den Auftrag für den Entwurf des Inspektorenwohnhauses mit Rindviehstall. 1912 lieferte er die Pläne für den Scheunenanbau im Osten und das große Stallgebäude im Süden. 1921 wurde zwischen Inspektorenwohnhaus und Rindviehstall ein Getreidespeicher errichtet. | 08980457 |
| Direkt Bild zu diesem Denkmal hochladen | Ehemaliges Maschinenhaus sowie Zwischenbau zwischen Maschinenhaus und abgebrochenem Sudhaus einer Brauerei (ehemals Bergbrauerei H. Günnel, später Grenzquell-Brauerei, heute Wernesgrüner Brauerei)                                                        | Bergstraße 4 (Karte)                 | Um 1905                                                                                             | Gut gestalteter Kopfbau in Klinkerbauweise, ortsgeschichtlich, industriegeschichtlich, baugeschichtlich sowie städtebaulich bedeutsame Bautengruppe. Brauerei mit langer Geschichte. Das ursprünglich an gleicher Stelle befindliche Gut, damals den Gebrüdern Schorer gehörend, erhielt bereits 1436 das Recht zum „Brauen und Schenken“ durch die damaligen Burggrafen Friedrich und Hans zu Dohna, Herren zu Auerbach, verliehen. Es folgen mehrfache Besitzerwechsel. 1762 erwarb die Familie Günnel schließlich die Schorersche Brauerei. Zum Braubetrieb im heute verstandenen Sinne kam es erst im 19. Jahrhundert. Unter Hermann Günnel wird das Unternehmen durch den Ankauf weiterer Ländereien vergrößert. Das Maschinenhaus sowie vermutlich wesentliche Teile des anschließenden Funktionsgebäudes dürften in dieser Zeit erbaut worden sein. 1923 wird die „Berg-Brauerei H. Günnel oHG“ gegründet, welche dann 1946 nach Enteignung in den VEB Grenzquell-Brauerei umgewandelt wurde. 1956 wird die Brauerei in den VEB Exportbierbrauerei umgewandelt und schließlich 1974 mit der ehemaligen Männelschen Brauerei zum VEB Exportbierbrauerei Wernesgrün vereinigt. 1990 wurde schließlich die Wernesgrüner Brauerei AG gegründet, die 1993 reprivatisiert wurde. - Ehemaliges Maschinenhaus: gut gestalteter Kopfbau in Klinkerbauweise (gelber Klinker mit roter Klinkergliederung, Lisenen, Gesimsbänder, Segmentbogenfenster mit Schlussstein), Bruchsteinsockel, Zwerchgiebel, Satteldach, abgerundete Gebäudekanten; die ursprünglich im Maschinenhaus befindliche Dampfmaschine wurde bereits in den 1970er demontiert und verschrottet - Zwischenbau: vermutlich um 1900 erbaut und um 1965 überformt, als einer der wenigen Bauten des ursprünglichen Brauereikomplexes von ortsgeschichtlicher und städtebaulicher Bedeutung - Sudhaus: 1965 neu errichtet mit originalen Fenstern und originaler Innenausstattung; zur Innenausstattung gehören unter anderem das Treppengeländer, schwarze Wandfliesen im Sudraum, ein gefliestes Wasserbecken, Treppengeländer im Sudraum, Messtechnik, Bedienelemente usw.; die Sudkessel wurden aus verschiedenen Fabrikaten zusammengebaut und sind somit nicht denkmalwürdig - Sudhaus (mit Ausstattung) vor 2014 abgebrochen | 09302867 |
| Direkt Bild zu diesem Denkmal hochladen | Villa mit Garten | Bergstraße 5 (Karte)                 | Um 1905                                                                                             | Putzfassade mit bewegter Dachlandschaft, bemerkenswerter Bau in straßenbildprägender Lage, ursprünglich zur benachbarten Brauerei gehörende Fabrikantenvilla, Zeugnis der Ortsgeschichte, drei Geschosse. | 08980460 |
| Direkt Bild zu diesem Denkmal hochladen | Villa mit Toranlage und Garten | Bergstraße 6 (Karte)                 | 1904                                                                                                | Putzfassade mit Fachwerkelementen, markanter straßenbildprägender Bau mit erhaltener Fassadengliederung, wohl im Zusammenhang mit benachbarter Brauerei erbaut, ortsgeschichtlich von Bedeutung. Drei Geschosse, Sockel, Buckelquadermauerwerk, Obergeschoss Zierfachwerk, Zwerchhaus. | 08980459 |
| Direkt Bild zu diesem Denkmal hochladen | Mühlengebäude (über winkelförmigem Grundriss, Wohnteil mit Umgebinde) und Scheune eines Mühlenanwesens | Brauereistraße 21 (Karte)            | Um 1800                                                                                             | Müllerwohnhaus mit Fachwerk-Obergeschoss und seltener Umgebindekonstruktion, Scheune verbrettert, in gutem Originalzustand erhaltene Mühle, von ortshistorischer und wirtschaftshistorischer Bedeutung. - Mühlengebäude auf winkelförmigem Grundriss, dreigeschossig, Erdgeschoss massiv, erstes Obergeschoss (zum Teil) und zweites Obergeschoss Fachwerk verschiefert, Krüppelwalmdach, Biberschwanzdeckung, zum Teil originale Fenster, Satteldach-Gaupen, zum Teil Umgebinde (Kopfbänder mit Eselsrückenprofil), mehrere Umbauten, Mühlentechnik nicht mehr vorhanden - Scheune: eingeschossig, verbrettert, Krüppelwalmdach (Schieferdeckung?) | 08980458 |
| Weitere Bilder                          | Pechpfanne | Brauereistraße 39 (neben) (Karte)    | 19. Jahrhundert                                                                                     | Granittrog zur Gewinnung von Schwarzpech, Denkmal der Handwerkstradition und Volkskunde, heimatgeschichtlich von Bedeutung | 08980462 |
|                                         | Denkmal für Johann Andreas Schubert | Brauereistraße 39 (neben) (Karte)    | 1936                                                                                                | Zur Erinnerung an den in Wernesgrün geborenen Professor Andreas Schubert (1808–1870), Erbauer der ersten deutschen Lokomotive, Stein auf Postament mit Bronzeplatte, Denkmal der Ortsgeschichte mit überregionaler Bedeutung. Eingeweiht am 7. Juni 1936 anlässlich 100 Jahre Eisenbahn. | 08980461 |
| Weitere Bilder                          | Brauereigelände mit Verwaltungsgebäude, Werkstattgebäude, ehemaliger Scheune, altem Sudhaus (mit Ausstattung und Sudkesseln), Maschinenhaus und ehemaliger Mälzerei, ehemals Lagerbierbrauerei Wernesgrün (vorm. C. G. Männel), heute Wernesgrüner Brauerei | Brauereistraße 78 (Karte)            | 1904 (Mälzerei); 1906 (Brauereigebäude); 1960 (Sudkessel im Sudhaus)                                | Ziegelbauten, Gebäude zum Teil in Fachwerkbauweise, geschlossenes Ensemble von besonderer ortsgeschichtlicher, industriegeschichtlicher, baugeschichtlicher und städtebaulicher Bedeutung. - Verwaltungsgebäude: gelbe Klinker, seitlicher Turm mit Glockenspiel - Scheune: Fachwerk, Ziegelausfachung, Satteldach - Ehemaliges Sudhaus: gelbe Klinkerfassade, zwei Geschosse, im Inneren Ausstattung von 1960 (Treppengeländer, Türen, Fenster, schwarze Wandfliesen, Sudkessel, Mess-, Steuer- und Regeltechnik, kleines gefliestes Wasserbecken mit Kupferausläufen und anderes, Sudkessel sowie Steuer-, Mess- und Regeltechnik) | 08980440 |
| Direkt Bild zu diesem Denkmal hochladen | Fabrikantenvilla mit Garten | Brauereistraße 79 (Karte)            | 1889–1890                                                                                           | Historisierender Klinkerbau mit geschnitzten Schwebegiebeln und Eckturm, Anklänge an den Schweizerstil, zum Gelände der Brauerei C.G. Männel gehörig, Villengebäude mit reicher Originalausstattung, Garten mit altem Gehölzbestand, wertvolles Zeugnis der Ortsgeschichte, bauhistorische, städtebäuliche und dokumentarische Bedeutung. Rote Klinker, Polygonalmauerwerkssockel, Kunststeinfenstergewände, Dachüberstand, giebelseitig Schwebegiebel geschnitzt. | 08980464 |

## Wildenau
| Bild                                    | Bezeichnung | Lage                                       | Datierung | Beschreibung | ID       |
| --------------------------------------- | --- | ------------------------------------------ | --- | --- | -------- |
| Direkt Bild zu diesem Denkmal hochladen | Vierseithof mit Wohnstallhaus, Seitengebäude und zwei Scheunen sowie Torbogen und Hofpflaster                           | Am Sportplatz 6 (Karte)                    | Bezeichnet mit 1828 (Wohnstallhaus); bezeichnet mit 1839 (Toreinfahrt); Mitte 19. Jahrhundert (Seitengebäude) | Recht authentisch erhaltene Hofanlage, Zeugnis ländlichen Bauens mit Bedeutung für die Volkskunde, ortsbildprägend. - Wohnstallhaus: Granitportal, Obergeschoss Fachwerk, Holzdachrinne, Satteldach (Eternit) - Stall: Granitportal, Obergeschoss Fachwerk verputzt, Satteldach/Ziegel - Scheune: teils unterkellert, Satteldach (Pappe), Hoftor massiv | 08980427 |
| Direkt Bild zu diesem Denkmal hochladen | Wohnstallhaus (Umgebinde)                                                                                               | Am Steinbruch 3 (Karte)                    | Um 1850 | Gebäude mit vogtlandtypischer Umgebindekonstruktion in weitgehendem Originalzustand, baugeschichtliches Zeugnis mit Dokumentationswert und Seltenheitswert. Granitquader-/Bruchsteinmauerwerk, Umgebinde mit Profilierungen, Obergeschoss Giebel Fachwerk: Lehmstaken, Satteldach (Ziegel neu). | 08980425 |
| Weitere Bilder                          | Kreuzkirche Wildenau (mit Ausstattung) sowie Trauerhalle, Erbbegräbnis Wolf und Einfriedung des benachbarten Friedhofes | Blumenweg 6 (Karte)                        | 1897–1898 (Kirche); um 1900 (Trauerhalle Friedhof); 1900 (Erbbegräbnis Wolf)                                  | Markanter Sakralbau in neogotischen Formen mit Südturm, baugeschichtlich, ortsgeschichtlich und ortsbildprägend von Bedeutung. - Einfriedung (Mauer) mit schmiedeeisernem Gitter - Grabmal: Erbbegräbnis Familie Wolf Wandstelle mit Einfriedung, Leichenhalle (Granitbau mit Ziegellaibung), Walmdach altdeutsche Schieferdeckung | 08980431 |
| Direkt Bild zu diesem Denkmal hochladen | Wohnstallhaus eines Bauernhofes                                                                                         | Forstweg 8 (Karte)                         | Bezeichnet mit 1860                                                                                           | Obergeschoss Fachwerk verkleidet, baugeschichtlich von Bedeutung. Zweigeschossig, Erdgeschoss Bruchstein, verputzt, Granitfenstergewände, Segmentbogenfenster, zum Teil alte Winterfenster, Obergeschoss vermutlich Fachwerk, eine Seite verbrettert, die andere Traufseite verschiefert (Zierschiefer), zum Teil Holzfensterrahmung, Giebel verschiefert (Eternit), Satteldach, Schieferdeckung, Eingangstür mit Granitgewände, im Türsturz bezeichnet mit „18 I.C.B. 60“. | 08980471 |
| Direkt Bild zu diesem Denkmal hochladen | Wohnstallhaus | Forstweg 11 (Karte)                        | Um 1800 | Eingeschossiger Putzbau mit Segmentbogenportal, Giebel verbrettert, eines der ältesten Gebäude im Ort und in weitgehendem Originalzustand, Denkmal der Ortsgeschichte, wertvolles Zeugnis ländlichen Bauens und sozialgeschichtlich von Bedeutung. Eingeschossig, Granitgewände der Fenster, geohrtes Granitportal mit Profilierungen, hohes Satteldach (Ziegel). | 08980434 |
| Direkt Bild zu diesem Denkmal hochladen | Wohnstallhaus und Scheune sowie zwei Einfriedungspfeiler eines Bauernhofes                                              | Obercrinitzer Straße 7 (Karte)             | Bezeichnet mit 1852 (Wohnstallhaus); 19. Jahrhundert (Scheune)                                                | Wohnstallhaus Obergeschoss Fachwerk verschiefert, Scheune ein Massivbau, baugeschichtlich und ortsbildprägend von Bedeutung. - Wohnstallhaus: Erdgeschoss massiv (verputzt), Ornamentverschieferung/Fachwerk, Granitgewände, Satteldach altdeutsche Schieferdeckung - Scheune: Ziegel, Satteldach, zwei Betonsäulen mit Ornament | 08980435 |
| Direkt Bild zu diesem Denkmal hochladen | Nördliches Wohnstallhaus eines Vierseithofes (Riedelsches Gut)                                                          | Plohnbachstraße 11 (Karte)                 | Um 1600; Umbau bezeichnet mit 1789                                                                            | Mit Fachwerk-Obergeschoss und Granitportal, bemerkenswerte Fachwerkkonstruktion mit geschweiften Andreaskreuzen und Zahnschnittfries, eines der ältesten Fachwerkgebäude des Vogtlandes von regionalhistorischer Bedeutung. Bruchsteinmauerwerk, zwei Schießscharten, Obergeschoss Lehm/Fachwerk, Staken, zwei Andreaskreuze, Satteldach (altdeutsche Schieferdeckung), 1994 restauriert, Granitgehwegplatten, barocke Balkendecke. | 08980441 |
| Direkt Bild zu diesem Denkmal hochladen | Kriegerdenkmal für die Gefallenen des Ersten Weltkrieges                                                                | Plohnbachstraße 13 (neben) (Karte)         | Nach 1918 | Von ortshistorischer Bedeutung. Naturstein-Stele mit den Namen der Gefallenen, alter Baumbestand. | 08980472 |
| Direkt Bild zu diesem Denkmal hochladen | Transformatorenhäuschen                                                                                                 | Plohnbachstraße 13 (neben) (Karte)         | Um 1912 | Denkmal der Ortsgeschichte, Technisches Denkmal. Betonsteine verputzt, Satteldach, Giebelverbretterung, Dachstuhl mit Pappschindeldeckung, Giebel Holzschalung, Fußboden Zementestrich, Stahltür, Fensterverglasung mit Drahtglas. | 08980432 |
| Direkt Bild zu diesem Denkmal hochladen | Wohnstallhaus und Seitengebäude eines Dreiseithofes sowie Hofwand mit Toreinfahrt und Pforte                            | Plohnbachstraße 28 (Karte)                 | Bezeichnet mit 1865                                                                                           | Stattliche Putzbauten mit Krüppelwalmdach, geschlossen erhaltene Hofanlage in weitgehender Originalsubstanz, Zeugnis ländlichen Bauens, baugeschichtliche und ortsbildprägende Bedeutung. - Wohnstallhaus (vermutlich bezeichnet mit 1863 oder 1865): zwei Geschosse, Bruchstein mit Granitgewände, profiliertes Türgewände - Stallgebäude: Bruchstein, Granitgewände, Krüppelwalm (Eternit) | 08980426 |
| Direkt Bild zu diesem Denkmal hochladen | Tanksäule für Standard-Benzin                                                                                           | Plohnbachstraße 39 (vor) (Karte)           | Um 1930 | Als eine der letzten sachsenweit erhaltenen historischen Tanksäulen von großer verkehrsgeschichtlicher und versorgungsgeschichtlicher sowie technikgeschichtlicher Bedeutung. Separat stehende Zapfsäule der Deutsch-Amerikanischen Petroleum-Gesellschaft (DAPG) mit Zapfmöglichkeit für Standard-Benzin, rote Säule aus Eisenblech mit segmentbogigem Abschluss, Sockelblech fehlt, emaillierte Werbemedaillons auf jeder Seite (darauf rot-blaues STANDARD-Signet auf weißem Grund), darüber zwei Lampen, Innenraum der Zapfsäule mit Pump- und Messeinrichtungen über Blechtüren zugänglich, Zapfanlage im Inneren der Zapfsäule möglicherweise erhalten. Ob der zugehörige Benzintank (Unterflurtank) unter der Betonbodenplatte noch vorhanden ist, ist unklar. Derartige Zapfsäulen (in unterschiedlichsten Ausführungen je nach Treibstoff-Marke) zeugen von den Anfängen des Aufbaus eines deutschlandweiten Tankstellennetzes, das mit der stark zunehmenden Dichte an Automobilen Anfang des 20. Jahrhunderts notwendig wurde. Üblicherweise befanden sich diese einzelnen Zapfanlagen direkt am Wegesrand vor Werkstätten, Geschäften, Drogerien und Gasthäusern. Sie wurden aber auch auf den Geländen großer Gutsanlagen oder anderen, auf den motorisierten Verkehr zunehmend angewiesenen Betrieben oder Einrichtungen installiert. In den 1920er Jahren kamen allerdings zunehmend auch speziell errichtete Tankstellen (überdachte Anlagen, zumeist mit mehreren Zapfsäulen) auf und verdrängten die allein stehenden Tanksäulen mit der Zeit. Insgesamt sind derzeit (Stand 2015) 14 Zapfsäulen als Technische Denkmale erfasst, mehrere davon wie die vorliegende von der DAPG als Zeugnis von der großen Handelsmacht des Unternehmens. | 08980429 |
| Direkt Bild zu diesem Denkmal hochladen | Wohn- und Bürohaus der ehemaligen Bürstenfabrik M. Döhlers Witwe sowie Einfriedung                                      | Plohnbachstraße 50 (Karte)                 | Um 1920 | Einfache Putzfassade, Zeugnis der Industriegeschichte der Gemeinde. Zwei Geschosse, ornamentiertes Portal. Original: Eingangstür, Fenster, Windfangtür. Einfriedung: Buckelquadermauerwerk, schmiedeeiserne Gitter. | 08980463 |
| Direkt Bild zu diesem Denkmal hochladen | Schneidemühle (mit Ausstattung) sowie Hofpflaster und Portal am Wohnhaus eines Mühlenanwesens (Untere Mühle)            | Röthenbacher Straße 10 (Karte)             | 1610 Ersterwähnung; Anfang 20. Jahrhundert (Mühlentechnik); bezeichnet mit 1823 (Portal)                      | Seltene und erhaltene Mühlenausstattung mit Sägegatter und Zahnrad, am Wohnhaus Korbbogenportal, Denkmal der Technikgeschichte mit ortsgeschichtlicher Bedeutung. 1610 erwähnter Bau, Mitte 18. Jahrhundert und Anfang 19. Jahrhundert Schneidmühle, Holzgatter 1. 20 Schnitt. Heute: Familie Wolf, ehemals Christopf-Luderer/Schramm, (Brett- und Getreidemühle). | 08980424 |
| Direkt Bild zu diesem Denkmal hochladen | Straßenbrücke über den Plohnbach                                                                                        | Röthenbacher Straße 10 (gegenüber) (Karte) | Anfang 19. Jahrhundert                                                                                        | Steinbogenbrücke, verkehrstechnisches Denkmal mit Dokumentationswert, Quadermauerwerk, Tonne | 08980423 |
| Weitere Bilder                          | Aussichtsturm auf dem Steinberg (Steinbergturm)                                                                         | Steinbergstraße 1 (bei) (Karte)            | 1903 | Landschaftsgestaltendes Denkmal der Ortsgeschichte, verbrettert | 08980428 |

## Tabellenlegende
- Bild: Bild des Kulturdenkmals, ggf. zusätzlich mit einem Link zu weiteren Fotos des Kulturdenkmals im Medienarchiv Wikimedia Commons. Wenn man auf das Kamerasymbol klickt, können Fotos zu Kulturdenkmalen aus dieser Liste hochgeladen werden:
- Bezeichnung: Denkmalgeschützte Objekte und ggf. Bauwerksname des Kulturdenkmals
- Lage: Straßenname und Hausnummer oder Flurstücknummer des Kulturdenkmals. Die Grundsortierung der Liste erfolgt nach dieser Adresse. Der Link (Karte) führt zu verschiedenen Kartendiensten mit der Position des Kulturdenkmals. Fehlt dieser Link, wurden die Koordinaten noch nicht eingetragen. Sind diese bekannt, können sie über ein Tool mit einer Kartenansicht einfach nachgetragen werden. In dieser Kartenansicht sind Kulturdenkmale ohne Koordinaten mit einem roten bzw. orangen Marker dargestellt und können durch Verschieben auf die richtige Position in der Karte mit Koordinaten versehen werden. Kulturdenkmale ohne Bild sind an einem blauen bzw. roten Marker erkennbar.
- Datierung: Baubeginn, Fertigstellung, Datum der Erstnennung oder grobe zeitliche Einordnung entsprechend des Eintrags in der sächsischen Denkmaldatenbank
- Beschreibung: Kurzcharakteristik des Kulturdenkmals entsprechend des Eintrags in der sächsischen Denkmaldatenbank, ggf. ergänzt durch die dort nur selten veröffentlichten Erfassungstexte oder zusätzliche Informationen
- ID: Vom Landesamt für Denkmalpflege Sachsen vergebene, das Kulturdenkmal eindeutig identifizierende Objekt-Nummer. Der Link führt zum PDF-Denkmaldokument des Landesamtes für Denkmalpflege Sachsen. Bei ehemaligen Kulturdenkmalen können die Objektnummern unbekannt sein und deshalb fehlen bzw. die Links von aus der Datenbank entfernten Objektnummern ins Leere führen. Ein ggf. vorhandenes Icon  führt zu den Angaben des Kulturdenkmals bei Wikidata.